# Korolisckali
Korolisckali (gruz.ყოროლისწყალი) – rzeka położona na wschodzie Morza Czarnego, blisko Batumi, w Gruzji.

## W historii
Między 1907–1915 pionier fotografii kolorowej Siergiej Prokudin-Gorski wykonał autoportret nad tą rzeką – jedną z pierwszych fotografii kolorowych.